# Цимдарс, Арнис

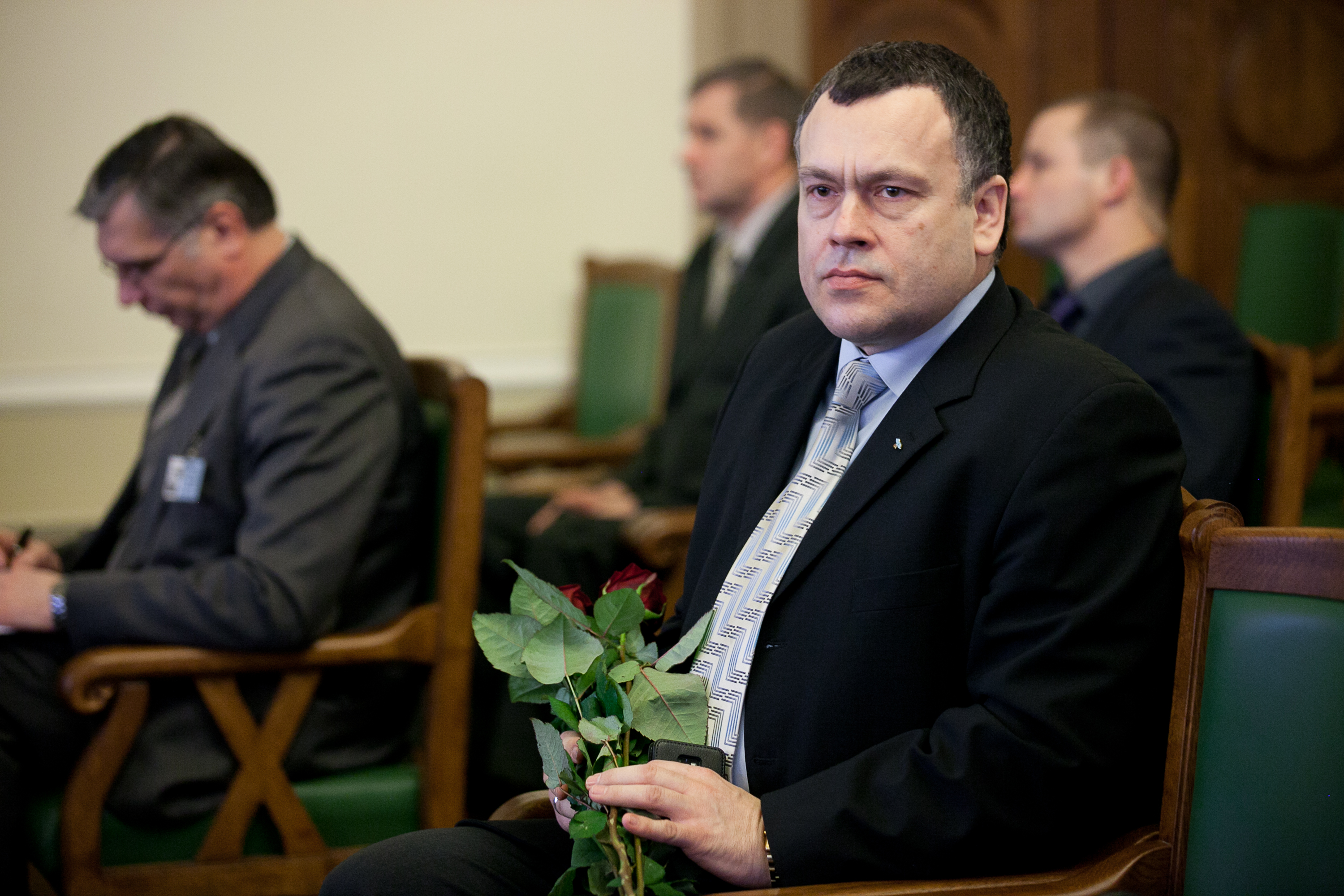
Арнис Цимдарс (2012)

А́рнис Ци́мдарс (латыш. Arnis Cimdars, 8 июня 1962, Елгава — 20 октября 2021) — латвийский политический деятель, председатель Центральной избирательной комиссии Латвии с 1997 года по 2019 год.

## Биография
Родился 8 июня 1960 года в Елгаве, Латвия. В 1980 году окончил 1-ю Елгавскую среднюю школу. Высшее образование по специальности инженера-строителя получил в Елгавской сельскохозяйственной академии в 1985 году.
С 1985 по 1987 года работал главным энергетиком сельскохозяйственной академии, затем — заместителем ректора академии по вопросам студенческого общежития. С 1990 по 1993 год работал руководителем жилищного отдела Елгавы. С 1993 по 1996 год — президент совместного латвийско-азербайджанского АО «Aipara».
С 1996 года до 1997 года был консультантом комиссии Сейма по вопросам народного хозяйства, аграрной, экологической и региональной политики. С 1997 года работал в Центральной избирательной комиссии Латвии.
В 2009 году окончил магистратуру Латвийского университета по социальным наукам. 

## Политическая деятельность
В 1995 году вступил в партию «Саймниекс». В 1998 году приостановил членство в партии, посчитав, что совмещать должность в ЦИК с этим невозможно, а после преобразования партии в Демократическую вышел из неё.
Все  последующие годы работы в ЦИК был беспартийным.
В августе 2021 года стал учредителем и генеральным секретарём новой партии "Латвия на первом месте".

## Общественная и международная деятельность
С 1997 года представлял Латвию в Европейской ассоциации администраторов государственных выборов   (ACEEEO).  В 2000 году на конференции в Варшаве был избран членом её исполкома и переизбран в 2003 году на Лондонской конференции. С сентября 2005 года до сентября 2007-го являлся президентом ACEEEO.
Участвовал как общественный наблюдатель при проведении выборов в Белоруссии, Австрии, Азербайджане, Грузии, Эстонии, Казахстане, Литве, Польшу, Украине и Венгрии, при президентских выборах в США. 
В 1999 году был наблюдателем на выборах в Европарламент в Дании и Швеции. 
В 2003 году наблюдал за народным голосованием о вступлении в ЕС в Польше, Эстонии, Литве, а также на выборах в британский парламент в Шотландии и Северной Ирландии.

## Хобби
C 1985-го по 2007 год занимался в коллективе народного танца “Ritums”.